# Club Baloncesto Murcia 2012-2013
Questa voce raccoglie le informazioni riguardanti il Club Baloncesto Murcia nelle competizioni ufficiali della stagione 2012-2013.

## Stagione
La stagione 2012-2013 del Club Baloncesto Murcia è la 15ª nel massimo campionato spagnolo di pallacanestro, la Liga ACB.
A novembre Joe Ragland ottiene il passaporto liberiano, non occupando più così un posto da giocatore extra-comunitario per la Liga ACB.

## Roster
Aggiornato al 14 aprile 2024.
| UCAM Murcia 2012-13 | UCAM Murcia 2012-13 |
| Giocatori           | Staff tecnico       |
| ------------------- | ------------------- |

| N. | Naz.                                               | Ruolo | Nome               | Anno | Alt.   | Peso   |  |
| -- | -------------------------------------------------- | ----- | ------------------ | ---- | ------ | ------ |  |
| 5  | Stati Uniti (bandiera)                             | G     | Matt Gatens        | 1989 | 196 cm | 95 kg  |  |
| 6  | Spagna (bandiera)                                  | AG    | José Ángel Antelo  | 1987 | 206 cm | 102 kg |  |
| 7  | Francia (bandiera)                                 | AC    | Kim Tillie         | 1988 | 210 cm | 105 kg |  |
| 10 | Spagna (bandiera)                                  | P     | Josep Franch       | 1991 | 192 cm | 88 kg  |  |
| 11 | Stati Uniti (bandiera) · Liberia (bandiera)        | P     | Joe Ragland        | 1989 | 182 cm | 80 kg  |  |
| 13 | Spagna (bandiera)                                  | G     | Miki Servera       | 1992 | 197 cm | 90 kg  |  |
| 14 | Argentina (bandiera) · Spagna (bandiera)           | AP    | Juan Ignacio Jasen | 1985 | 197 cm | 96 kg  |  |
| 20 | Australia (bandiera) · Europa (bandiera)           | AG    | David Barlow       | 1983 | 205 cm | 101 kg |  |
| 24 | Stati Uniti (bandiera) · Costa d'Avorio (bandiera) | AG    | Mamadi Diané       | 1986 | 196 cm |        |  |
| 32 | Montenegro (bandiera)                              | AC    | Igor Lutersek      | 1989 | 203 cm |        |  |
| 31 | Spagna (bandiera)                                  | AP    | Andrés Miso        | 1983 | 198 cm | 88 kg  |  |
| 33 | Stati Uniti (bandiera)                             | C     | Marcus Lewis       | 1986 | 203 cm | 111 kg |  |
| 40 | Spagna (bandiera)                                  | A     | Adrián Méndez      | 1993 | 195 cm |        |  |
| 41 | Spagna (bandiera)                                  | GA    | Berni Rodríguez    | 1980 | 197 cm | 92 kg  |  |
| 45 | Serbia (bandiera)                                  | C     | Aleksandar Marelja | 1992 | 207 cm | 96 kg  |  |
| -  | Spagna (bandiera)                                  | C     | Pablo José Sánchez | 1993 | 207 cm |        |  |

| Allenatore                                                                               |
| - Óscar Quintana                                                                         |
| Assistente/i                                                                             |
| - / Marcelo Nicola - Javier Sánchez Legenda - (C) Capitano - (IN) Inattivo - Infortunato |

## Mercato

### Sessione estiva
| Acquisti | Acquisti          | Acquisti      | Acquisti   | Acquisti |
| R.a      | Nome              | da            | Modalità   |          |
| -------- | ----------------- | ------------- | ---------- | -------- |
| P        | Joe Ragland       | WSU Shockers  | definitivo |          |
| G        | Matt Gatens       | Iowa Hawkeyes | definitivo |          |
| G        | Miki Servera      | Peñas Huesca  | definitivo |          |
| GA       | Berni Rodríguez   | Málaga        | definitivo |          |
| AG       | José Ángel Antelo | Cáceres       | definitivo |          |
| AC       | Kim Tillie        | ASVEL         | definitivo |          |
| C        | Marcus Lewis      | Trotamundos   | definitivo |          |

| Cessioni | Cessioni        | Cessioni          | Cessioni       | Cessioni |
| R.       | Nome            | a                 | Modalità       |          |
| -------- | --------------- | ----------------- | -------------- | -------- |
| P        | Curtis Jerrells | Beşiktaş          | fine contratto |          |
| P        | Pedro Rivero    | Alicante          | fine contratto |          |
| G        | Quincy Douby    | Zhejiang G. Bulls | fine contratto |          |
| G        | Jordi Grimau    | Valladolid        | fine contratto |          |
| AP       | Ime Udoka       |                   | ritirato       |          |
| AG       | Sergio Pérez    | Guadalajara       | fine contratto |          |
| AC       | Guillermo Rejón | Alicante          | fine contratto |          |
| C        | James Augustine | Chimki            | fine contratto |          |
| C        | Blagota Sekulić | Canarias Tenerife | fine contratto |          |

### Dopo l'inizio della stagione
| Acquisti | Acquisti           | Acquisti       | Acquisti       | Acquisti   |
| R.       | Nome               | da             | Data           | Modalità   |
| -------- | ------------------ | -------------- | -------------- | ---------- |
| AG       | Mamadi Diané       | Free agent     | gennaio 2013   | definitivo |
| C        | Aleksandar Marelja | Sloga Kraljevo | 10 maggio 2013 | definitivo |

| Cessioni | Cessioni     | Cessioni    | Cessioni       | Cessioni       |
| R.       | Nome         | a           | Data           | Modalità       |
| -------- | ------------ | ----------- | -------------- | -------------- |
| AG       | Mamadi Diané | Free agent  | gennaio 2013   | fine contratto |
| P        | Joe Ragland  | Pall. Cantù | 30 aprile 2013 | prestito       |